# Bracon pilosipes
Bracon pilosipes är en stekelart som beskrevs av Léon Abel Provancher 1888. Bracon pilosipes ingår i släktet Bracon och familjen bracksteklar. Inga underarter finns listade.